# Calathotarsus simoni
Calathotarsus simoni és una espècie d'aranya de la família dels mígids (Migidae), que es troba a l'Argentina. En lloc de construir nius, aquesta aranya fa forats amagats per una porta construïda amb detritus del voltant per camuflar la seva ubicació.